# Poste de combat avancé Keating
Pour les articles homonymes, voir Keating.
Le Poste de combat avancé Keating était un petit avant-poste militaire américain dans la province de Nurestan, en Afghanistan. Initialement construit, en juillet 2006, pour servir d'équipe provinciale de reconstruction, appelé PRT Kamdesh, il est resté une base de feu en raison de l'intensité extrêmement élevée des combats dans la région. En décembre 2006, il a été renommé Camp Keating en hommage à Benjamin Keating, l’officier exécutif de l'escadron ABLE du 3e régiment de cavalerie de la 71e division de montagne, qui est décédé le 26 novembre 2006 lorsque son véhicule s'est renversé à Kamdesh, en Afghanistan.
Des plans ont été élaborés à l'été 2006 par la 10e division de montagne de l'armée américaine dans le cadre de l'opération Mountain Lion. Le poste de combat avancé Keating est surtout connu pour avoir été le théâtre de la bataille de Kamdesh, qui s'est déroulée le 3 octobre 2009.

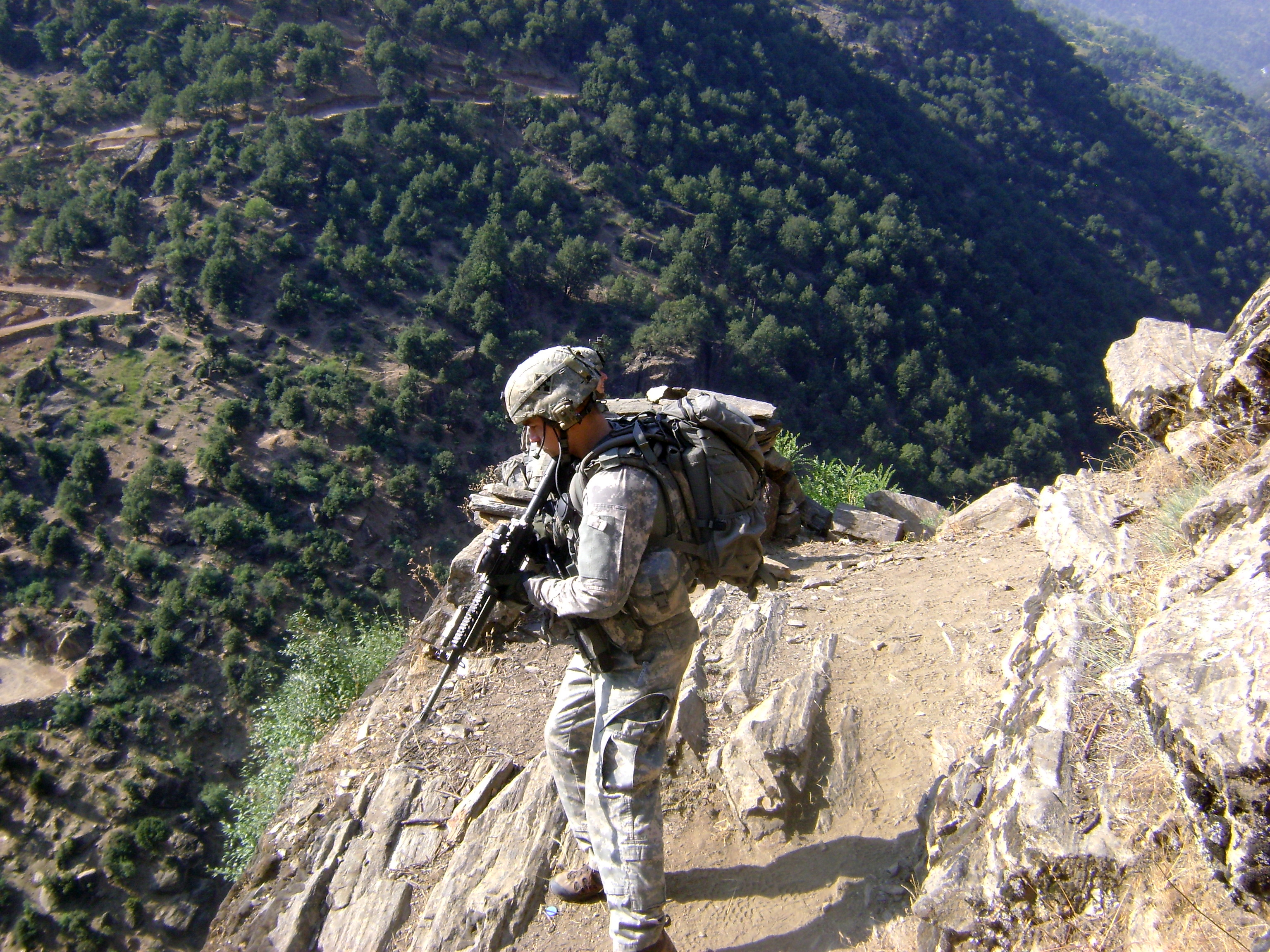
Le sergent Clinton L. Romesha patrouille près du poste de combat Keating, en Afghanistan (27 juillet 2009).

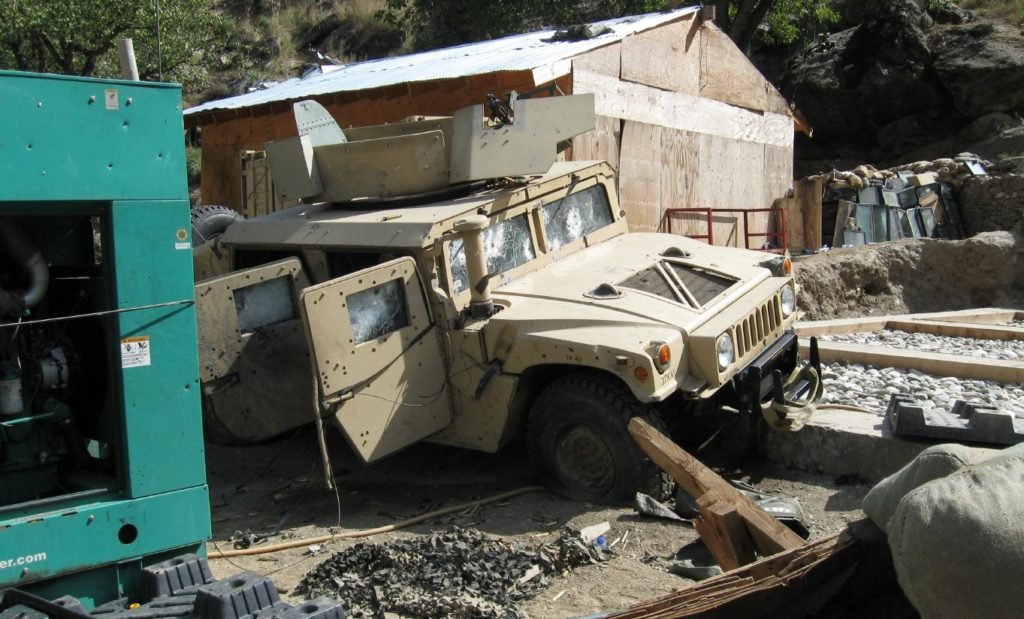
Vue d'un Humvee blindé criblé d'impacts à la COP Keating, gravement endommagé lors de la bataille de Kamdesh.

Après une attaque le 3 octobre 2009, lors de laquelle la base a failli être envahie et où 8 Américains et 4 défenseurs afghans ont été tués, la base a été abandonnée et détruite par un bombardement effectué par un bombardier américain B-1 dans la nuit du 6 octobre 2009,. Le lendemain, le 7 octobre, des combattants talibans ont été aperçus parmi les ruines de l’avant-poste. Selon les archives de l’armée américaine, le commandant des combattants talibans de l’attaque contre le poste de combat avancé Keating, Abdul Rahman Mustaghni, a été tué lors d’une frappe de drone qui a suivi, avec treize autres insurgés. Deux Américains, les sergents d’état-major Clinton L. Romesha et (alors spécialiste) Ty Carter, ont reçu la Médaille d'honneur pour leur rôle dans la défense de la base.
Les soldats américains tués dans la bataille étaient :
- SSG Justin T. Gallegos ( Tucson, Arizona ), 27 ans
- Sergent Christopher Griffin ( Kincheloe, Michigan ), 24 ans
- PFC Kevin C. Thomson ( Reno, Nevada ), 21 ans
- Sergent Michael P. Scusa ( Villas, New Jersey ), 22 ans
- SSG Vernon W. Martin ( Savannah, Géorgie ), 25 ans
- SPC Stephan L. Mace ( Lovettsville, Virginie ), 21 ans
- Sergent Joshua J. Kirk ( South Portland, Maine ), 30 ans
- Sergent Joshua M. Hardt ( Applegate, Californie ), 24 ans

Amy Davidson Sorkin, écrivant pour The New Yorker, a tenté de répondre à la question de savoir pourquoi la base n’avait pas été déplacée, bien qu’elle ait été jugée inadéquate. Elle a souligné deux raisons avancées par l’armée dans son rapport : d’abord, les ressources nécessaires au déplacement de la base n’étaient pas disponibles, car la brigade se concentrait sur la protection d’un village que Hamid Karzaï, président de l’Afghanistan, considérait comme stratégiquement important. Ensuite, la recherche de Bowe Bergdahl, en juin 2009, avait mobilisé tellement de ressources qu’il n’en restait plus pour remédier à l’emplacement inadéquat de la base.

## Dans les médias
En mai 2016, CBS News a dressé le portrait du sergent-chef Romesha, après la publication de son récit de ses expériences à la base, intitulé Red Platoon: A True Story of American Valor. Romesha critiquait le choix de l'emplacement de la base, la décrivant comme étant "comme être dans un aquarium ou se battre depuis le fond d'un verre.".
Le 9 novembre 2018, la série Medal of Honor de Netflix a consacré deux épisodes distincts aux récits personnels de Romesha et Carter concernant les événements survenus au poste de combat avancé Keating lors de la bataille de Kamdesh.
Les films The Outpost et Red Platoon sont basés sur les événements de la bataille de Kamdesh,. Le premier s'inspire du livre The Outpost: An Untold Story of American Valor du journaliste Jake Tapper.